# Blüthner

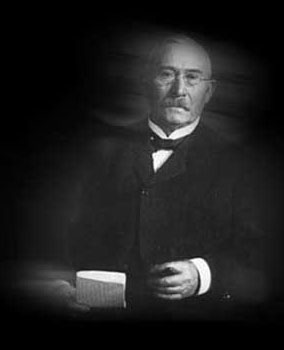
Il fondatore Julius Blüthner

La Julius Blüthner Pianofortefabrik GmbH è una fabbrica di pianoforti tedesca.

## Storia
Julius Blüthner fondò la sua azienda a Lipsia, in Sassonia, il 7 novembre 1853. Il laboratorio inizialmente consisteva di locali in affitto e impiegava tre artigiani. Il primo pianoforte a coda fu venduto nella primavera del 1854. Presto gli strumenti ottennero l'attenzione dei pianisti e delle istituzioni e nel suo quarto anno di attività aveva già assunto 14 lavoratori. Nel 1858 Julius Blüthner acquistò i locali affittati. Nel 1862 fu completato lo strumento numero 500. In seguito Blüthner acquistò un appezzamento di terreno nello stesso distretto e vi costruì una fabbrica calcolata per un centinaio di lavoratori. Nel 1864 la fabbrica, ora con 37 operai, si trasferì nel nuovo edificio.
In occasione delle mostre mondiali, l'azienda di Blüthner guadagnò ulteriore notorietà. In totale Blüthner vinse i premi in dodici mostre mondiali fino al 1903, oltre numerosi altri premi e riconoscimenti. La crescente domanda di strumenti portò a un'ulteriore espansione. Nel 1870 fu costruita una seconda fabbrica equipaggiata con motori a vapore. Nel 1872 costruì una terza fabbrica e furono assunti altri 170 lavoratori.
Nel 1876 aprì un ufficio vendite a Londra, per la vendita di strumenti in Inghilterra e nelle colonie britanniche.  Intorno al 1877, seguirono ulteriori estensioni della fabbrica. Dopo vent'anni, Blüthner impiegò più di ottocento persone. Nel 1878 fu allestita per il pubblico una sala espositiva.
Nel 1881 fu costruito un nuovo edificio industriale. Nel 1888 fu costruita una segheria a Leutzsch per coprire la crescente domanda di legno tagliato e in un magazzino annesso venivano conservati i tipi di legno necessari.
Nel 1890 fu allestito un nuovo cantiere industriale, che offriva spazio a 230 lavoratori. La costante espansione degli stabilimenti ha reso Blüthner uno dei più grandi produttori di pianoforti in Europa. In totale ci furono estensioni strutturali fino a 55.000 metri quadrati. La produzione annua salì a 3.000 esemplari nel 1903.
Il 13 aprile 1910 morì il fondatore dell'azienda Julius Blüthner. L'azienda fu rilevata dai tre figli Robert, Max e Bruno Blüthner.
Dopo il forzato rallentamento della produzione dovuto alla prima guerra mondiale, dal 1919 l'azienda riprese a ricevere ordini dall'estero e cercò di recuperare i vecchi mercati che erano stati persi dalla guerra, anche se questo compito era reso più difficile dalle leggi doganali. La domanda aumentò rapidamente, tanto che la produzione annua di 3.600 unità non era più sufficiente. Nel 1928 fu completato lo strumento numero 113.000. Nel 1932, Rudolph Blàthner-Haessler assunse la direzione dell'azienda.
Durante la seconda guerra mondiale, dopo un bombardamento nel 1943, l'azienda bruciò completamente e con essa praticamente tutte le tradizioni e gli strumenti speciali. Dopo la guerra, iniziò la ricostruzione e la produzione. Nel 1948 furono presentati i primi nuovi pianoforti a coda. Tuttavia, le possibilità di influenza della famiglia Blüthner erano fortemente limitate dalla nazionalizzazione sotto la RDT.
Nel 1953 la domanda dei vari modelli a coda e verticali fu di nuovo così grande che le capacità che offriva la società non erano più sufficienti. Un nuovo edificio per 100 lavoratori fu costruito e inaugurato nel 1970. L'azienda ora operava sotto il nome di VEB Blüthner Pianos. Nel 1978 la cifra della produzione raggiunse le 144.000 unità. Dopo la fine della DDR, l'azienda tornò alla proprietà della famiglia Blüthner.
Nel 1990 l'azienda ha iniziato a rilanciare vecchi contatti e stringere nuove relazioni. Sono state costituite società di vendita negli Stati Uniti e in altri paesi. Con il miglioramento della posizione di mercato e la crescente domanda, una nuova ala di produzione è stata costruita nel 1996 nella zona industriale di St'rmthal vicino a Lipsia. Dall'inizio della produzione nel 1853, sono stati prodotti più di 150.000 strumenti firmati Blüthner.

## Modelli

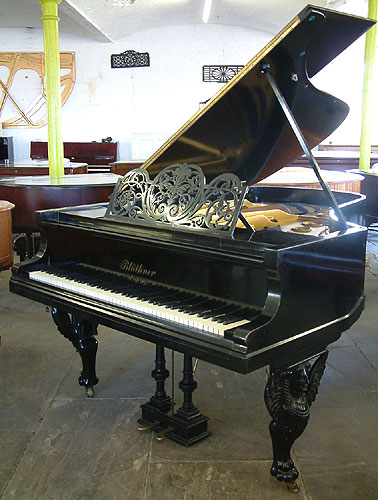
Blüthner-Stil-Flügel 1890

Oggi i pianoforti a coda Blüthner sono disponibili in sei diverse dimensioni. L'azienda produce anche diversi pianoforti verticali. Pianoforti su misura possono essere prodotti in diversi tipi di stile e impiallacciature.
Modello 1: Großer Konzertflügel - 280 cm
Modello 2: Kleiner Konzertflügel - 238 cm
Modello 4: Großer Salonflügel - 210 cm)
Modello 6: Kabinettflügel - 191 cm
Modello 10: Stutzflügel - 166 cm
Modello 11: Kleiner Stutzflügel - 154 cm
Un pianoforte di particolare interesse era uno strumento leggero speciale, realizzato per l'uso sul dirigibile Hindenburg. Il pianoforte aveva un telaio in alluminio, risparmiando così circa 100 kg di peso rispetto a una normale piastra di ghisa della stessa dimensione. Questo è stato il primo pianoforte utilizzato in volo e fu utilizzato in una trasmissione radiofonica. Fu rimosso nel 1937 per risparmiare peso e in tal modo sopravvisse all'incidente dell'Hindenburg ma fu distrutto dai bombardamenti alleati durante la seconda guerra mondiale.

## Famosi utilizzatori di strumenti Blüthner

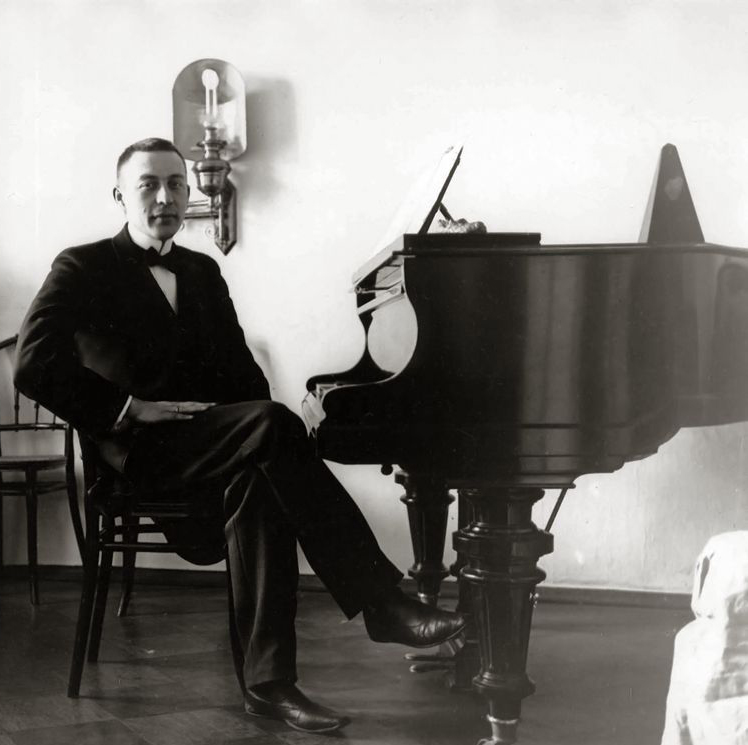
Sergej Rachmaninoff, 1905 ca.

Numerosi compositori, direttori d'orchestra, autori ed esecutori hanno posseduto pianoforti Blüthner. Tra questi, Johannes Brahms, Gustav Mahler, Béla Bartók, Claude Debussy, Max Reger, Richard Wagner, Pëtr Il'ič Čajkovskij, Carl Orff, Dmitrij Šostakovič e Sergej Rachmaninoff. Tra i clienti figurano anche i solisti Claudio Arrau, Arthur Rubinstein e Wilhelm Kempff.
I Blüthner sono stati utilizzati anche nella musica popolare. Un pianoforte Blüthner di proprietà degli Abbey Road Studios a Londra fu utilizzato dai Beatles in alcune tracce dell'album Let It Be, in particolare in Let It Be e The Long and Winding Road.